# Mòng biển Andes
Mòng biển Andes (danh pháp khoa học: Chroicocephalus serranus) là một loài chim trong họ Laridae.
Như là trường hợp với nhiều loài mòng biển, loài này theo truyền thống được đặt trong chi Larus. Loài mòng biển này được tìm thấy ở dãy Andes ở miền núi của Argentina, Bolivia, Chile, Colombia, Ecuador, và Peru. Nó là bất thường đối với một con mòng biển trong đó giống nó ở khu vực núi nội địa. Mòng biển Andes có thể được tìm thấy xung quanh khác nhau như sông, hồ nước ngọt, đầm lầy mặn, đất đồng cỏ.

## Hình ảnh

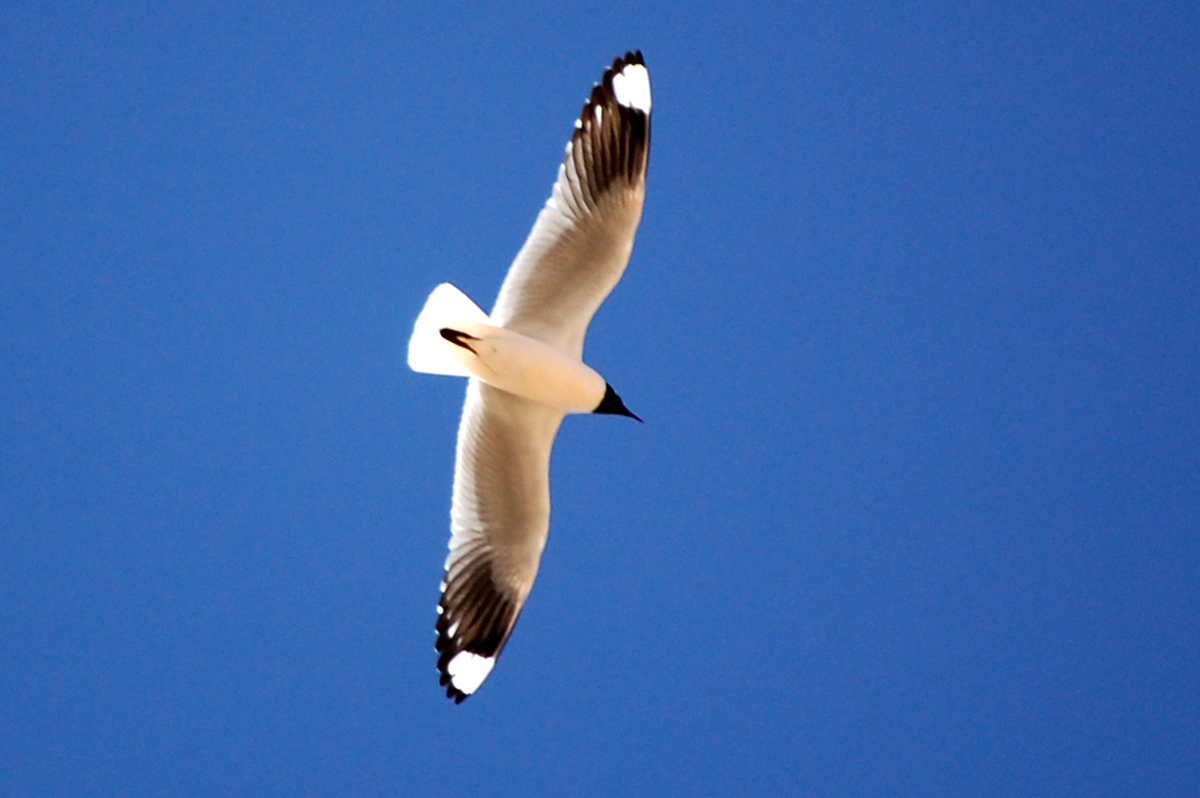
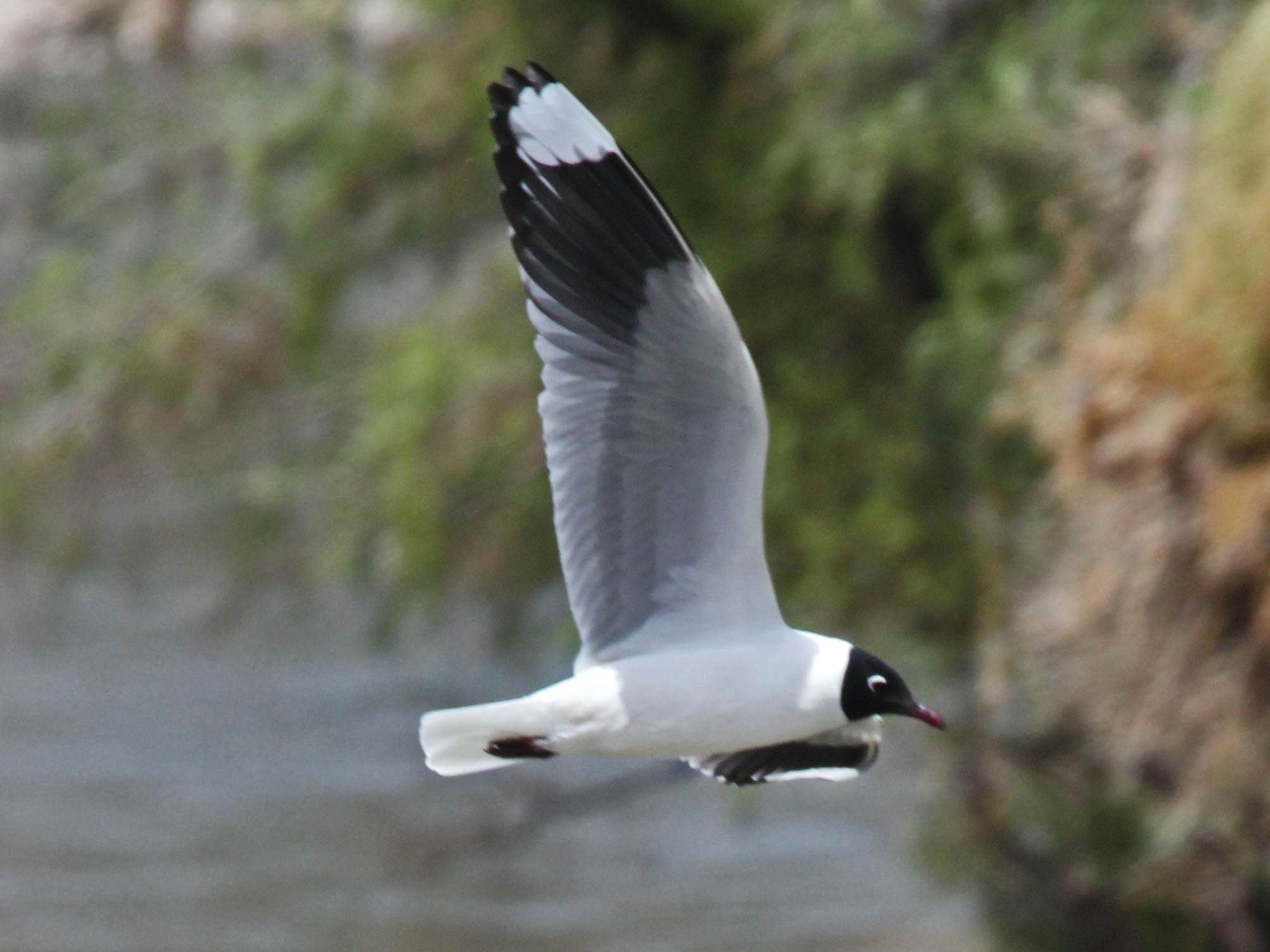
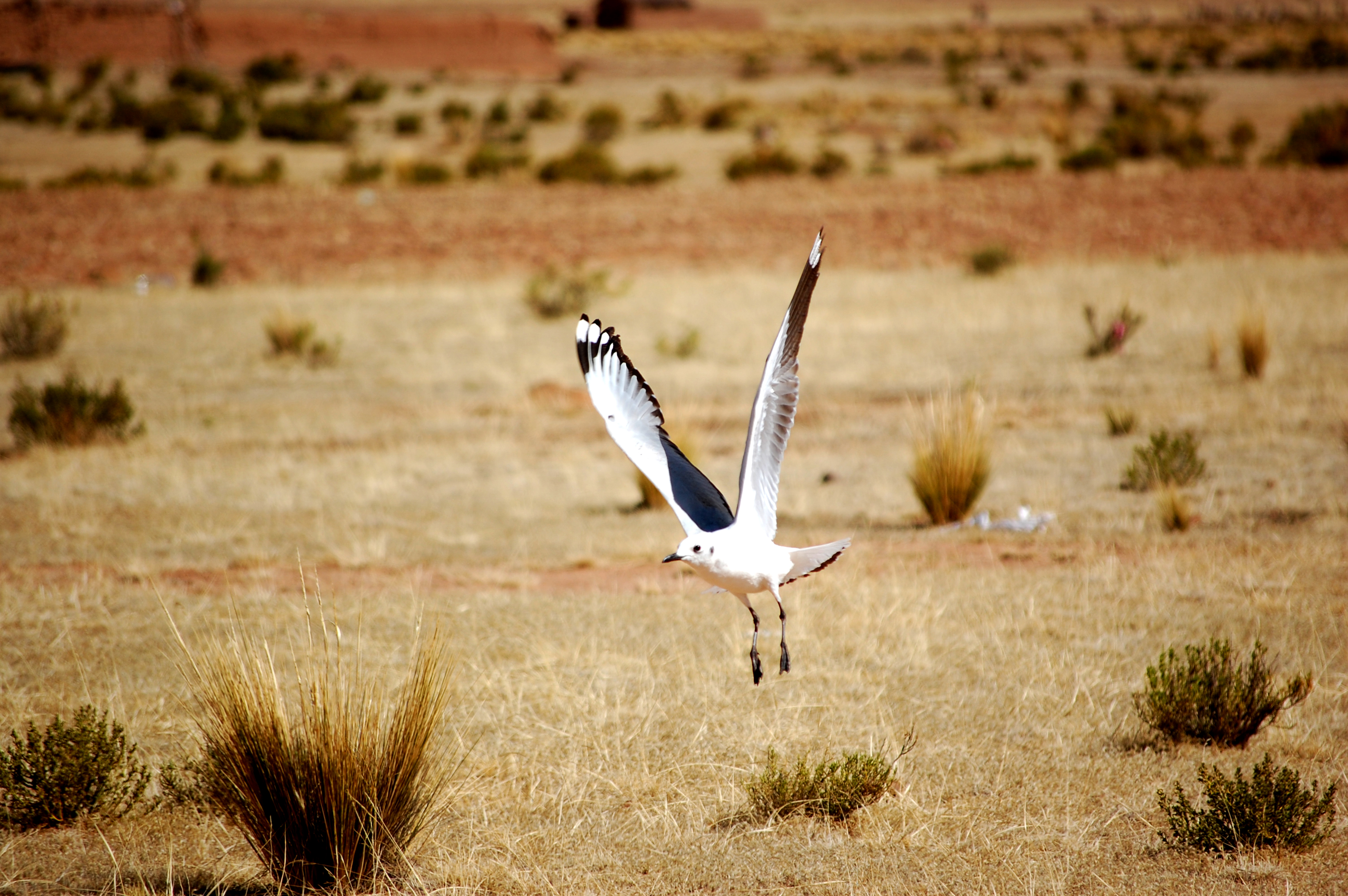
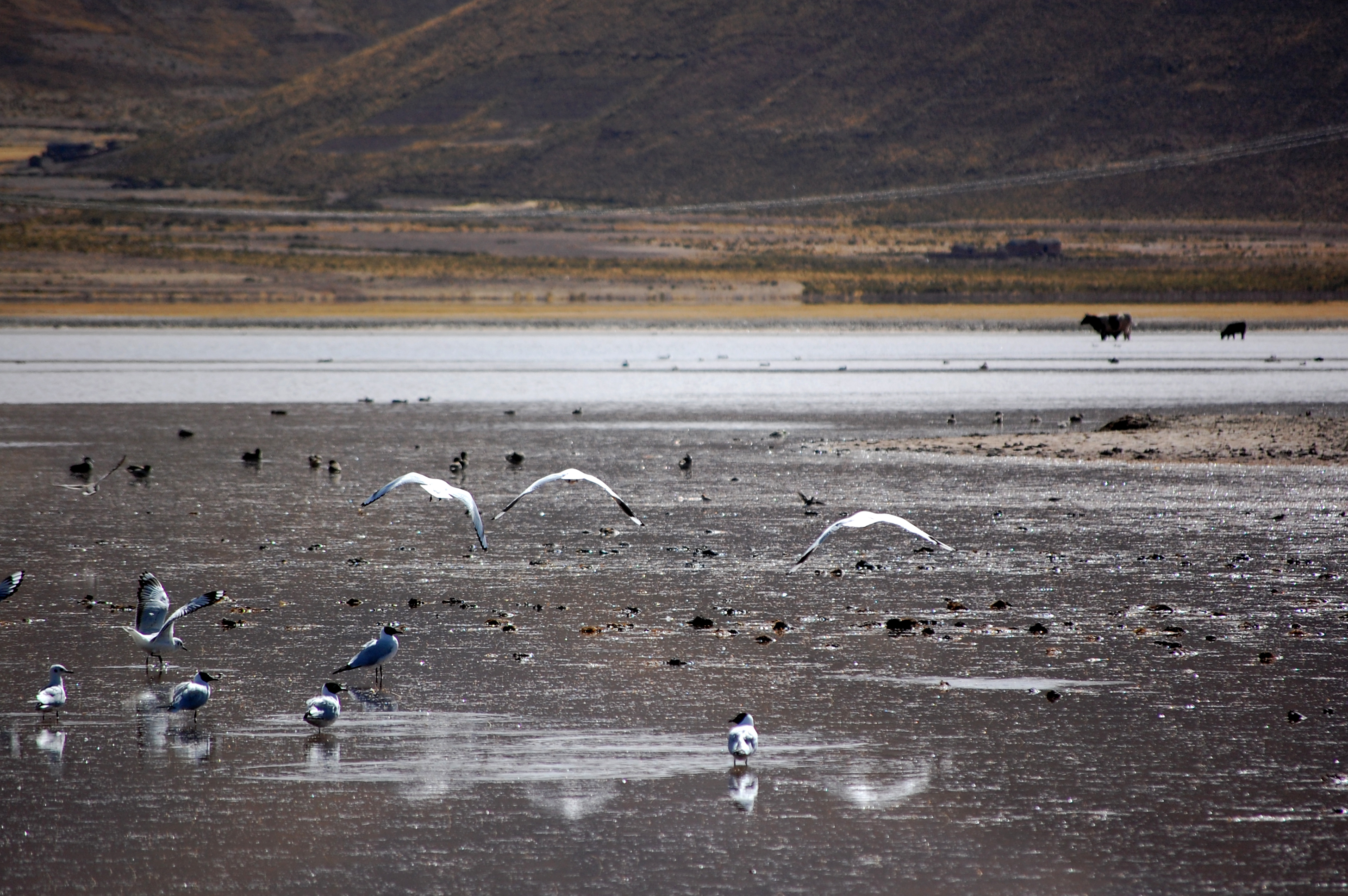